# هوندا إي
هوندا إي هي سيارة كهربائية من إنتاج شركة هوندا اليابانية، السيارة متاحة في الأسواق الأوروبية واليابانية.